# برج و باروی قدیمی (دامغان)
برج و باروی قدیمی (دامغان) مربوط به دوره قاجار است و در دامغان، محدوده قدیمی شهر واقع شده و این اثر در تاریخ ۱۹ آذر ۱۳۷۵ با شمارهٔ ثبت ۱۷۹۹ به‌عنوان یکی از آثار ملی ایران به ثبت رسیده است.
شهرستان دامغان با قدمت هفت هزار ساله، دارای ۲ هزار اثر تاریخی و فرهنگی است که از این تعداد ۴۰۰ اثر شناسایی و تاکنون ۱۳۱ اثر ثبت ملی شدند. دیوار باروی دامغان یکی از بزرگترین بنا‌های خشتی ایران است که در استان سمنان واقع شده است. از آنجائی که دامغان شهری ست بسیار قدیمی و در مسیر جاده ابریشم قرار داشته و، چون از لحاظ سوق الجیشی بسیار مهم بوده و همیشه مورد تهاجم بیگانگان در زمان‌های مختلف قرار گرفته، حصاری به دور این شهر کشیده اند. هدف از ساخت این دیوار در گذشته حفاظت از ساکنان شهر بود و این سازه خشتی باشکوه، حصاری برای جلوگیری از تهاجم بیگانگان بوده است. طول و ارتفاع این دیوار خود نشانگر عظمت و جایگاه مهم شهر دامغان در گذشته‌های دور بوده است شهری با این دیواره و همچنین پنج دروازه ورودی نشانگر آن است که در گذشته شاهراه ارتباطی مهم به شمار می‌آمده است. باروی دامغان، ۱۶ هزار متر طول، ۱۰۶ برج و چهار دروازه داشته است که به مرور زمان به علت فرسایش و نزولات آسمانی فقط هشت هزار متر آن باقی مانده است. برج و باروی تاریخی شهر دامغان در تاریخ ۱۹ آذر ماه سال ۱۳۷۵ با شماره ۱۷۹۹ در فهرست آثار ملی به ثبت رسید. از باروی تاریخی دامغان به عنوان بزرگترین بنای خشتی ایران بعد از ارگ بم نام برده می‌شود.